# Цимбалюк Євген Павлович
Євге́н Па́влович Цимбалю́к (нар.  16 березня 1962, Вовковиї, Демидівський район, Рівненська область — 15 липня 2018) — український письменник, журналіст, краєзнавець, Заслужений журналіст України.

## Життєпис
Закінчив українське відділення філологічного факультету Рівненського педінституту. Був головою вузівської літературної студії. Після армійської служби трудову діяльність розпочав у Млинівській районній газеті «Гомін». З 1985 року — заступник редактора Млинівської районної газети «Гомін». Із 2003 року працював у рівненській обласній газеті «Вільне слово» (завідувач відділу власних кореспондентів). Із 2007 року був головним редактором літературно-краєзнавчого журналу «Погорина» Рівненської обласної організації Національної спілки письменників України.
Помер 15 липня 2018 року після важкої хвороби.

## Книги

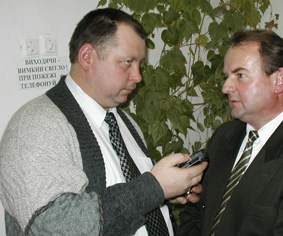
Є.Цимбалюк бере інтерв'ю у директора Радивилівського загальноосвітнього ліцею Ю.Адамського

- збірки поезій «Вирій» (1990), «Лаври і терни» (1997), «Три дороги до мами» (2009),
- повість «Христина» (1991),
- книжки для дітей «Кролик, який обманув себе» (1991) та «Неслухняник» (1994),
- краєзнавчі дослідження «Млинівщина: погляд у минуле» (1991), «Млинівщина на межі тисячоліть» (2001),
- «Берег любові — берег печалі» (історичні оповідання, 2003),
- «Шумовські: заблудла слава України» (біографічна повість), 2006.
- «Редут» (історичні оповідання, 2007),
- «Холодний подих монастирської свічки» (історичні оповідання, у співавторстві з Андрієм Бабінцем, 2008),
- літературний портрет «Ростислав Солоневський» (2000),
- «Поклик древнього дзвона» (історичні оповідання), у співавторстві з Віталієм Тарасюком (2008),
- «Млинівщина у дзеркалі особистостей» (енциклопедія, 2008),
- «Обірвана молитва за Україну» (історичні есе, 2010),
- «Пересопницьке Євангеліє; повернення на рубікон» (історико-документальна повість, 2011),
- «Лінія розмежування» (поезії, 2016),[6]

Член Національної спілки письменників України.

## Відзнаки
- Лауреат літературної премії імені Валер'яна Поліщука,
- Лауреат літературної премії імені Світочів,
- Лауреат Міжнародної літературно-мистецької премії імені Авеніра Коломийця,
- Лауреат премії «Золоте перо» Національної спілки журналістів України,
- Лауреат першої премії у номінації «Пісенна лірика» Міжнародного літературного конкурсу «Коронація слова» за твір «Три сльози — три жарини» (2013).[7]
- Дипломант премії імені Івана Франка у галузі інформаційної політики України.
- Нагороджений Почесною грамотою Кабінету міністрів України.
- Заслужений журналіст України.
- Нагороджений орденом Рівноапостольного князя Володимира ІІІ ступеня.